# Травако Сикомарио
Травако̀ Сикома̀рио (на италиански: Travacò Siccomario, на местен диалект: Travacò, Травако) е малко градче и община в Северна Италия, провинция Павия, регион Ломбардия. Разположено е на 61 m надморска височина. Населението на общината е 4471 души (към 2014 г.).